# Mohamed El Shamy (cầu thủ bóng đá, sinh 1996)
Mohamed Al Shamy (tiếng Ả Rập: محمد الشامي) là một cầu thủ bóng đá người Ai Cập thi đấu cho đội bóng tại Giải bóng đá ngoại hạng Ai Cập Zamalek SC ở vị trí tiền đạo.

## Danh hiệu

### Zamalek SC
- Cúp bóng đá Ai Cập (1): 2017–18